# 魔法门之英雄无敌系列
魔法门之英雄无敌系列（简称“英雄无敌系列”），是由New World Computing出品的一个回合制策略游戏系列。New World Computing原为独立的游戏制作开发公司，后来归入了3DO公司，并随3DO公司的破产而消失。同年，育碧买下了魔法门系列品牌包括《魔法门之英雄无敌》的特许经营权。
该游戏系列是幻想题材主题的策略类游戏，所有的作品都设定在和魔法门系列相同的虚拟世界观背景下。游戏中“英雄”作为核心角色，率领着传说中的生物（诸如鸟身女妖和独角兽）组成的军队，彼此间展开了一系列战略斗争。目前该系列共有七部作品（I-VII）。
《国王的恩赐》是英雄无敌这种游戏类型的肇始。在其取得成功后，英雄无敌系列便成形了。英雄无敌系列中每一部的故事都不相同，而且这些故事都是按着编年顺序一部接着一部发生的。
只有英雄可以施法并募集部队（在四代以前，这曾是英雄一大重要作用，而四代之后有所变化。），通过战斗胜利、访问特殊地点或收集宝物，英雄获得经验值与技能点数，相应地也就变得更强大而且对玩家更有用。
该系列的爱好者称赞《英雄无敌》是有史以来最优秀的策略游戏之一。他们将精心平衡过的战斗单位和战斗系统评为该游戏最大的强项。而且，他们认为该游戏的魔法系统也是幻想类游戏中甚为经典的。
系列中的每一部都较前作有更好的图像质量，更高的画面分辨率，这也是一大特点。進展到現在也跨入了3D貼圖时代，使其更加美麗。

## 运行平台
单机系列都可以在Windows操作系统上运行，《魔法门之英雄无敌IV》有Mac OS X版，《魔法门之英雄无敌III》有Linux版. 头两部是DOS下运行的，但后来都移植到Windows上。
《魔法门之英雄无敌：王国》是一款基于网页的战略类在线游戏，不需要独立客户端，玩家完全无需经过复杂的下载安装过程，只需要准备好网络连接和浏览器即可直接游戏。

## 作品

### 魔法门之英雄无敌
版本：
- 原版（战略任务）（A Strategic Quest），1995年8月31日

### 魔法门之英雄无敌II
版本：
- 原版（延续的战争）（The Succession Wars），1996年10月
- 忠诚的代价（The Price of Loyalty），资料片，1997年4月
- 黄金版（二合一版本）1999年1月

### 魔法门之英雄无敌III
版本：
- 原版（埃拉西亚的光复）（The Restoration of Erathia），1999年
- 末日之刃（Armageddon's Blade），资料片，1999年9月30日
- 死亡阴影（The Shadow of Death），资料片，2000年3月31日
- 英雄无敌历代记（见下文）

### 英雄无敌历代记
作为一个派生系列的《英雄无敌历代记》（只发布了Microsoft Windows版本），其系列作品共享着同一个世界体系（在《英雄无敌III：死亡阴影》的框架下）并有着和《英雄无敌III》一样的游戏方式。 历代记的故事围绕着一个叫“塔南”（Tarnum）的英雄来述说。《英雄无敌历代记》的作品包括（情节顺序）：
- 《废墟战神》（Warlords of the Wasteland，2000年）
- 《征服地狱》（Conquest of the Underworld，2000年）
- 《驯兽师的反抗》（Revolt of the Beastmasters）
- 《元素之主》（Masters of the Elements，2000年）
- 《世界之树》（The World Tree，买了任意两款“历代记”就可以免费下载）
- 《炽热星球》（The Fiery Moon，买了任意两款“历代记”就可以免费下载）
- 《龙之抗争》（Clash of the Dragons，2000年）
- 《寒冰之剑》（The Sword of Frost）

注：最后两部在美国是一起打包发售的，叫做《英雄无敌历代记：最终章》（2001年）。

### 魔法门之英雄无敌IV
版本：
- 原版，2002年3月28日
- 急速风暴（The Gathering Storm），资料片，2002年9月26日
- 疾风战场（Winds of War），资料片，2003年2月23日

### 魔法门之英雄无敌V
版本：
- 原版，2006年5月16日
- 命運試煉（Hammers of Fate），资料片，2006年11月17日
- 東方部落（Tribes of the East），资料片，2007年10月19日

2003年8月，在3DO申请“第十一章破产”（破产重组保护）之后，育碧（Ubisoft）以130万美元的价格获得了魔法门（Might and Magic）的特许经营权。随后育碧宣布了由制作人法布莱斯·坎鲍奈特（Fabrice Cambounet）监督负责的英雄无敌系列第五部的开发计划。这个消息曾经引发了争议，因为3DO所属的New World Computing已经开始制作第五代英雄无敌游戏了。
2005年3月30日，育碧开启了一个新的《魔法门之英雄无敌V》网站 （页面存档备份，存于）并称计划在2006年初发布Windows版本。在2005年E3大展上的展示中则得到了更多的信息：《英雄无敌V》将采用3D图形界面，而且它的游戏方式最有可能回归到较为成功的《英雄无敌III》的风格上去。
《魔法门之英雄无敌V》（Heroes of Might and Magic V），由Nival Interactive开发。游戏于2006年1月23日开始公测。最终于2006年5月16日发售。和前几部作品一样，本系列也发行了两部资料片《命运之锤》和《东方部落》。

### 魔法门之英雄无敌VI
版本：
- 原版，2011年10月13日
- 蠻荒海盜（Pirates of the Savage Sea Adventure），DLC，2012年7月12日
- 死之舞（Danse Macabre），DLC，2012.9.28

### 魔法门之英雄无敌：王国
- 《魔法门之英雄无敌：王国》由育碧研发，原《英雄无敌V》制作人Fabrice Cambounet领衔的金牌团队历时四年开发完成。它是一款不需要独立客户端的战略类网页游戏，支持大量玩家同时在线游戏的魔法门系列游戏。游戏继承了英雄无敌系列的宏大世界背景和种族设定，并以开创性的动态技术架构，构建了全新的战略战术体系。数以千计的玩家们可以在英雄无敌的世界中体验波澜壮阔的战争历程，并通过结盟，对抗，和军事策略的运用，实现对整个亚山大陆的统治。

- 由于不需要独立客户端，玩家完全无需经过复杂的下载安装过程，只需要准备好网络连接和浏览器即可直接游戏。另外，玩家可以决定自己在游戏中的参与时间。

- 《魔法门之英雄无敌：王国》游戏的持久内涵是：上千玩家在一个史诗般的奇幻世界中竞赛或合作。游戏融挑战性、娱乐性与易操作性为一体，允许每位玩家建立自己的帝国。

- 游戏基于现实时间计算，给英雄的命令会在数分钟或数小时后完成，可以在游戏时间线里查看任务进展情况。命令在进行的时候，无需保持时刻在线。当一名英雄完成了某项使命，可以接受一项新的命令。

- 《魔法门之英雄无敌：王国》目前已在中国大陆和法国展开测试。

### 中文版本
自第一作《魔法门之英雄无敌：战略任务》起，就有智冠科技代理制作的中文版（包括繁体与简体），“魔法门之英雄无敌”的译名即出自于此。
中国大陆地区
- 《英雄无敌II》与《英雄无敌III》的简体中文版本由上海育碧代理，均附带中文配音。
- 《英雄无敌历代记》、《英雄无敌IV》与资料片《极速风暴》的简体中文版本由第三波软件（北京）有限公司代理，资料片《疾风战场》由空间互动代理。
- 3DO倒闭、《英雄无敌》系列版权被育碧吞并之后，《英雄无敌V》简体中文版由上海育碧代理。
- 在上海育碧淡出单机游戏发行市场后，《英雄无敌VI》的简体中文版代理权由百游取得，但百游仅发行了本篇（包括实体版与数字版），并未发行后续追加内容。本篇、DLC与资料片《黑暗之影》的数字版均由碧汉网络发行。
- 在畅游收购百游的单机业务并成立子公司畅游乐动后，《英雄无敌VII》的简体中文版代理权由畅游乐动取得，附有全程中文配音。

台港澳地区
- 《英雄无敌II》繁体中文版本由互旺科技代理。
- 《英雄无敌III》繁体中文版本篇游戏由欧乐影视代理。资料片《末日之刃》因欧乐突然倒闭而没有繁体中文版本，《死亡阴影》和《历代记》繁体中文版本由第三波代理。
- 《英雄无敌IV》、《英雄無敵V》、《英雄無敵VI》与《英雄无敌VII》繁体中文版本由英特卫多媒体代理。

## 移动游戏衍生作品

### 魔法门之英雄无敌：战争纪元
《魔法门之英雄无敌：战争纪元》由掌趣科技旗下的玩蟹公司开发的战争策略移动游戏，由Ubisoft授权开发。

### 魔法门之英雄无敌：王朝
《魔法门之英雄无敌：王朝》是龍圖研发的战旗策略移动游戏，由Ubisoft授权开发。